# Mimoun Mahi
Mimoun Mahi (L'Aia, 13 marzo 1994) è un calciatore marocchino con cittadinanza olandese, centrocampista o ala del De Graafschap.

## Carriera

### Club
Prodotto delle giovanili dello Sparta Rotterdam, compie il suo debutto in prima squadra nella stagione 2012-13.
Il 22 agosto 2014 si trasferisce al Groningen.
Il 15 febbraio 2019 si accordo con lo Zurigo per trasferirsi in Svizzera in estate.
Tuttavia dopo un anno fa ritorno nei Paesi Bassi firmando per l'Utrecht il 17 agosto 2020.

### Nazionale
Nel 2017, dopo aver giocato nelle nazionali giovanili olandesi, ha esordito nella nazionale maggiore marocchina.

## Palmarès

### Club

#### Competizioni nazionali
- Coppa dei Paesi Bassi: 1

Groningen: 2014-2015